# Grandi manovre d'amore
Grandi manovre d'amore (Der Feldherrnhügel) è un film muto del 1926 diretto da Hans-Otto Löwenstein e Erich Schönfelder.

## Produzione
Il film fu prodotto dalla Greenbaum-Film e dalla Lux-Film Wien.

## Distribuzione
Distribuito in Germania dalla Paramount-Ufa-Metro-Verleihbetriebe GmbH (Parufamet), il film fu presentato a Berlino il 7 ottobre 1926. Il 29 ottobre uscì anche in Austria e, quindi, in Finlandia il 6 dicembre dello stesso anno. In Italia, ribattezzato Grandi manovre d'amore, fu distribuito dalla S.A.C.I. in una versione di 2138 metri con il visto di censura numero 24275.